# Erythroxylum kunthianum
Erythroxylum kunthianum är en tvåhjärtbladig växtart som beskrevs av Wilhelm Sulpiz Kurz. Erythroxylum kunthianum ingår i släktet Erythroxylum och familjen Erythroxylaceae. Inga underarter finns listade i Catalogue of Life.